# Уилсон, Джейлен
Джейлен Уилсон (англ. Jalen Wilson, род. 4 ноября 2000, Даллас) — американский профессиональный баскетболист, выступающий за клуб НБА «Бруклин Нетс». Играет на позиции лёгкого и тяжёлого форварда.

## Профессиональная карьера

### Бруклин Нетс (2023-настоящее время)
Уилсон был выбран «Бруклин Нетс» под 51-м общим выбором во втором раунде драфта НБА 2023 года. 5 июля 2023 года Уилсон подписал двусторонний контракт с «Нетс».
1 марта 2024 года «Бруклин Нетс» преобразовали двусторонний контракт Уилсона в стандартный многолетний контракт НБА.

## Статистика

### Статистика в НБА
| Сезон                                                                                    | Команда | Регулярный сезон | Регулярный сезон | Регулярный сезон | Регулярный сезон | Регулярный сезон | Регулярный сезон | Регулярный сезон | Регулярный сезон | Регулярный сезон | Регулярный сезон | Регулярный сезон | Серия плей-офф | Серия плей-офф | Серия плей-офф | Серия плей-офф | Серия плей-офф | Серия плей-офф | Серия плей-офф | Серия плей-офф | Серия плей-офф | Серия плей-офф | Серия плей-офф |
| Сезон                                                                                    | Команда | GP               | GS               | MPG              | FG%              | 3P%              | FT%              | RPG              | APG              | SPG              | BPG              | PPG              | GP             | GS             | MPG            | FG%            | 3P%            | FT%            | RPG            | APG            | SPG            | BPG            | PPG            |
| ---------------------------------------------------------------------------------------- | ------- | ---------------- | ---------------- | ---------------- | ---------------- | ---------------- | ---------------- | ---------------- | ---------------- | ---------------- | ---------------- | ---------------- | -------------- | -------------- | -------------- | -------------- | -------------- | -------------- | -------------- | -------------- | -------------- | -------------- | -------------- |
| 2023/24                                                                                  | Бруклин | 43               | 3                | 15,4             | 42,5             | 32,4             | 82,6             | 3,0              | 1,0              | 0,3              | 0,1              | 5,0              | Не участвовал  | Не участвовал  | Не участвовал  | Не участвовал  | Не участвовал  | Не участвовал  | Не участвовал  | Не участвовал  | Не участвовал  | Не участвовал  | Не участвовал  |
| 2024/25                                                                                  | Бруклин | 79               | 22               | 25,7             | 39,7             | 33,7             | 81,8             | 3,4              | 1,8              | 0,5              | 0,1              | 9,5              | Не участвовал  | Не участвовал  | Не участвовал  | Не участвовал  | Не участвовал  | Не участвовал  | Не участвовал  | Не участвовал  | Не участвовал  | Не участвовал  | Не участвовал  |
|                                                                                          | Всего   | 122              | 25               | 22,1             | 40,3             | 33,5             | 82,0             | 3,3              | 1,6              | 0,4              | 0,1              | 7,9              | Не участвовал  | Не участвовал  | Не участвовал  | Не участвовал  | Не участвовал  | Не участвовал  | Не участвовал  | Не участвовал  | Не участвовал  | Не участвовал  | Не участвовал  |
| Наведите курсор мыши на аббревиатуры в заголовке таблицы, чтобы прочесть их расшифровку. |         |                  |                  |                  |                  |                  |                  |                  |                  |                  |                  |                  |                |                |                |                |                |                |                |                |                |                |                |

### Статистика в Джи-Лиге
| Сезон                                                                                    | Команда          | Регулярный сезон | Регулярный сезон | Регулярный сезон | Регулярный сезон | Регулярный сезон | Регулярный сезон | Регулярный сезон | Регулярный сезон | Регулярный сезон | Регулярный сезон | Регулярный сезон | Серия плей-офф | Серия плей-офф | Серия плей-офф | Серия плей-офф | Серия плей-офф | Серия плей-офф | Серия плей-офф | Серия плей-офф | Серия плей-офф | Серия плей-офф | Серия плей-офф |
| Сезон                                                                                    | Команда          | GP               | GS               | MPG              | FG%              | 3P%              | FT%              | RPG              | APG              | SPG              | BPG              | PPG              | GP             | GS             | MPG            | FG%            | 3P%            | FT%            | RPG            | APG            | SPG            | BPG            | PPG            |
| ---------------------------------------------------------------------------------------- | ---------------- | ---------------- | ---------------- | ---------------- | ---------------- | ---------------- | ---------------- | ---------------- | ---------------- | ---------------- | ---------------- | ---------------- | -------------- | -------------- | -------------- | -------------- | -------------- | -------------- | -------------- | -------------- | -------------- | -------------- | -------------- |
| 2023/24                                                                                  | Лонг-Айленд Нетс | 22               | 22               | 33,0             | 46,8             | 37,4             | 74,5             | 7,7              | 3,0              | 0,7              | 0,3              | 19,0             | Не участвовал  | Не участвовал  | Не участвовал  | Не участвовал  | Не участвовал  | Не участвовал  | Не участвовал  | Не участвовал  | Не участвовал  | Не участвовал  | Не участвовал  |
|                                                                                          | Всего            | 22               | 22               | 33,0             | 46,8             | 37,4             | 74,5             | 7,7              | 3,0              | 0,7              | 0,3              | 19,0             | Не участвовал  | Не участвовал  | Не участвовал  | Не участвовал  | Не участвовал  | Не участвовал  | Не участвовал  | Не участвовал  | Не участвовал  | Не участвовал  | Не участвовал  |
| Наведите курсор мыши на аббревиатуры в заголовке таблицы, чтобы прочесть их расшифровку. |                  |                  |                  |                  |                  |                  |                  |                  |                  |                  |                  |                  |                |                |                |                |                |                |                |                |                |                |                |

### Статистика в NCAA
| Сезон | Команда | Conf   | Class | GP  | GS | MPG  | FG%  | 3P%  | FT%  | RPG | APG | SPG | BPG | PPG  |
| --- | ------- | ------ | ----- | --- | -- | ---- | ---- | ---- | ---- | --- | --- | --- | --- | ---- |
| 2019/20 | Канзас  | Big 12 | FR    | 2   | 0  | 1,0  | 0,0  | 0,0  | 0,0  | 0,0 | 0,0 | 0,0 | 0,0 | 0,0  |
| 2020/21 | Канзас  | Big 12 | FR    | 29  | 26 | 28,3 | 41,4 | 33,3 | 63,0 | 7,9 | 2,0 | 0,4 | 0,3 | 11,8 |
| 2021/22 | Канзас  | Big 12 | SO    | 37  | 27 | 29,4 | 46,1 | 26,3 | 72,2 | 7,4 | 1,8 | 0,9 | 0,4 | 11,1 |
| 2022/23 | Канзас  | Big 12 | JR    | 36  | 36 | 35,4 | 43,0 | 33,7 | 79,9 | 8,3 | 2,2 | 0,9 | 0,5 | 20,1 |
| Всего | Всего   | Всего  | Всего | 104 | 89 | 30,6 | 43,4 | 31,6 | 73,2 | 7,7 | 2,0 | 0,8 | 0,4 | 14,2 |
| Наведите курсор мыши на аббревиатуры в заголовке таблицы, чтобы прочесть их расшифровку Статистика приведена с сайта sports-reference.com |         |        |       |     |    |      |      |      |      |     |     |     |     |      |